# Ajumi Tanimotová
Ajumi Tanimotová (nepřechýleně Tanimoto, japonsky 谷本 歩実); (* 4. srpna 1981 Andžó, Japonsko) je bývalá reprezentantka Japonska v judu. Je dvojnásobnou olympijskou vítězkou.

## Sportovní kariéra

### Úspěchy
- zlatá olympijská medaile z roku 2004 a 2008

### Zajímavosti
- tokui-waza: levý ippon seoi-nage, pravá uči-mata, osae-komi
- úchop: pravý
- styl: klasický

S judem začala v 9 letech. V mládí se věnovala i atletice, konkrétně skokům do dálky a vážně se judem začala zabývat až na střední škole. Předváděla krásné technické judo. Téměř všechny své zápasy ukončovala stylově před časovým limitem. Mistrovsky zvládala přechod do držení.

### Rivalky
- Jošie Uenová
- Lucie Décosseová
- Driulis Gonzálezová

## Výsledky
| Turnaj            | 2000             | 2001             | 2002             | 2003             | 2004             | 2005             | 2006             | 2007             | 2008             |
| Turnaj            | 19               | 20               | 21               | 22               | 23               | 24               | 25               | 26               | 27               |
| Turnaj            | polostřední váha | polostřední váha | polostřední váha | polostřední váha | polostřední váha | polostřední váha | polostřední váha | polostřední váha | polostřední váha |
| ----------------- | ---------------- | ---------------- | ---------------- | ---------------- | ---------------- | ---------------- | ---------------- | ---------------- | ---------------- |
| Olympijské hry    | —                |                  |                  |                  | 1.               |                  |                  |                  | 1.               |
| Mistrovství světa |                  | 3.               |                  | úč.              |                  | 2.               |                  | 3.               |                  |
| Asijské hry       |                  |                  | 1.               |                  |                  |                  | 3.               |                  |                  |
| Mistrovství Asie  | —                | 1.               |                  | —                | 1.               | —                |                  | —                | —                |
| MS juniorů        | 2.               |                  |                  |                  |                  |                  |                  |                  |                  |

## Podrobnější výsledky

### Olympijské hry
| Rok      | Kategorie        |  | 1/32                             | 1/16                            | čtvrtfinále                               | semifinále                           | finále                            |
| -------- | ---------------- |  | -------------------------------- | ------------------------------- | ----------------------------------------- | ------------------------------------ | --------------------------------- |
| LOH 2004 | polostřední váha |  | výhra - 1:49/tsg Sajda Zahiriová | výhra - 0:15/uma Diana Mazaová  | výhra - 0:17/uma Marie-Hélène Chisholmová | výhra - (kik) Daniela Krukowerová    | výhra - 1:17/wip Claudia Heillová |
| LOH 2008 | polostřední váha |  | volný los                        | výhra - 1:00/ysg Ysis Barretová | výhra - 2:42/kks Kong Ča-jong             | výhra - 3:34/ysg Driulis Gonzálezová | výhra - 1:26/uma Lucie Décosseová |

### Mistrovství světa
| Rok     | Kategorie        |  | 1/64      | 1/32                      | 1/16                       | čtvrtfinále                     | semifinále                     | opravy                 | opravy                 | o bronz                   | finále                  |
| ------- | ---------------- |  | --------- | ------------------------- | -------------------------- | ------------------------------- | ------------------------------ | ---------------------- | ---------------------- | ------------------------- | ----------------------- |
| MS 2001 | polostřední váha |  | volný los | výhra Sajda Zahiriová     | výhra Yamileth Díazová     | prohra Sara Álvarezová          | —                              | výhra Nicky Boontjeová | výhra Ylenia Scapinová | výhra Claudia Heillová    | —                       |
| MS 2003 | polostřední váha |  | volný los | výhra Čang Waj-i          | prohra Danuše Zdeňková     | —                               | —                              | —                      | —                      | —                         | —                       |
| MS 2005 | polostřední váha |  | volný los | výhra Anna von Harnierová | výhra Andreia Cavalleriová | výhra Hong Ok-song              | výhra Marie-Hélène Chisholmová | —                      | —                      | —                         | prohra Lucie Décosseová |
| MS 2007 | polostřední váha |  | volný los | výhra Ysis Barretová      | výhra Sülbiye Demiralayová | výhra Elisabeth Willeboordseová | prohra Driulis Gonzálezová     | —                      | —                      | výhra Anna von Harnierová | —                       |